# Dundee Football Club
O Dundee Football Club é um clube de futebol da Escócia, fundado em 1893, na cidade de Dundee. O Dundee FC rivaliza com outro clube da cidade, o Dundee United FC e joga suas partidas locais no estádio Dens Park desde 1899. O clube teve sua era de ouro nos anos 60, quando conquistou o Campeonato Escocês em 1962 e foi semifinalista da Taça dos Clubes Campeões Europeus em 1963 (também conhecida como Recopa Europeia), sob o comando do treinador Bob Shankly

## Títulos
| Nacionais | Nacionais             | Nacionais | Nacionais         |
|           | Competição            | Títulos   | Temporadas        |
| --------- | --------------------- | --------- | ----------------- |
|           | Campeonato Escocês    | 1         | 1962              |
|           | Copa da Escócia       | 1         | 1910              |
|           | Copa da Liga Escocesa | 3         | 1952, 1953 e 1974 |

## Links
- Dundee FC página oficial